# Nikolaus Poch
Nikolaus Poch OSB (* 3. Februar 1965 in Wien) ist ein römisch-katholischer Priester und Abt des Wiener Schottenklosters.

## Leben
Nikolaus Poch stammt aus dem Wiener Stadtteil Dornbach, besuchte das Schottengymnasium und trat 1985 in die Abtei Unserer lieben Frau zu den Schotten auf der Wiener Freyung ein. Er legte am 25. September 1989 die feierliche Profeß ab. Nach seinem Studium war er zunächst Diakon in der Heilig-Kreuz-Kirche in der Großfeldsiedlung. Nach seiner Priesterweihe am 12. Juni 1994 war er fünf Jahre Kaplan und von 1999 bis 2018 Pfarrer in der Schottenpfarre. Seit 2018 ist Nikolaus Poch Pfarrer von St. Ulrich und Novizenmeister.

## Abtwahl
Am 25. Jänner 2021 wählten ihn die Mönche des Wiener Schottenstifts unter Vorsitz von Abtpräses Johannes Perkmann (Abtei Michaelbeuern) für 12 Jahre zum Abt. Er löste damit Abt Johannes Jung ab. Die Amtsübergabe fand am 22. März 2021 im Rahmen des Abendgottes in der Schottenkirche in Gegenwart von Abtpräses Perkmann statt. An diesem Tag feierte der Benediktinerorden das Hochfest vom „Heimgang des Hl. Benedikt“ (21. März), das 2021 durch den 5. Fastensonntag verdrängt worden war.
Abt Nikolaus’ Wahlspruch ist ein Zitat des Kirchenvaters Irenäus von Lyon: „Die Ehre Gottes ist der lebendige Mensch“.
Kardinal Christoph Schönborn erteilte ihm am 25. September 2021 die feierliche Abtsbenediktion.